# Ibrahim Tahir Salam
Ibrahim Tahir Salam, gelegentlich auch Taher bzw. Sallam transkribiert (* 1940 in Dohuk, Irak), ist ein ehemaliger kurdischer Politiker im Irak.

Flagge der Kurdischen Revolutionären Partei, deren Generalsekretär Salam war

Salam war zunächst stellvertretender Generalsekretär der Bagdad-loyalen Kurdischen Revolutionären Partei, die Abd as-Sattar Sharif 1974/76 von der Kurdischen Demokratischen Partei abgespalten hatte. Die Kurdische Revolutionäre Partei hatte als mit der Baath-Partei koalierende Blockpartei in den 1980er Jahren im Rahmen der Nationalen Progressiven Front einige Sitze bei den Parlamentswahlen und den Wahlen zum autonomen kurdischen Regionalparlament gewonnen. Nach dem Kuwait-Krieg stand jedoch ab 1991 der Großteil der autonomen Kurdenregion unter Kontrolle regierungsfeindlicher Rebellen und konnte nicht mehr an den irakischen Parlamentswahlen teilnehmen. Die für die kurdischen Wahlkreise vorgesehenen 30 Abgeordnetensitze wurden daher mit von Präsident Saddam Hussein ausgewählten Kurden besetzt. Als einer dieser Nominierten gelangte Salam, der 1997 Sharif als Generalsekretär der Partei abgelöst hatte, im Jahr 2000 als Abgeordneter für den Wahlkreis Dohuk in die irakische Nationalversammlung.
Nach dem Sturz des Baath-Regimes 2003 wurden die noch lebenden Parteipolitiker von US-Besatzern und ihren kurdischen Verbündeten verhaftet, die Kurdische Revolutionäre Partei damit faktisch zerschlagen.